# Delias edela
Delias edela är en fjärilsart som beskrevs av Hans Fruhstorfer 1910. Delias edela ingår i släktet Delias och familjen vitfjärilar. Inga underarter finns listade i Catalogue of Life.